# Brandenburgers (speciale eenheid)
De Brandenburgers (Duits: Brandenburger) waren Duitse speciale eenheden van de Wehrmacht in de Tweede Wereldoorlog. Hun belangrijkste taak was operaties uit te voeren achter de vijandelijke linies. Het doel hiervan was verrassingsaanvallen op operationeel belangrijke doelen, sabotage of samenwerking met geallieerde politieke groeperingen. Operaties werden vaak uitgevoerd in semi-camouflage (Duits: Halbtarnung, vijandelijke uniform over eigen) of, in strijd met het internationaal recht, in volledige camouflage (Duits: Volltarnung, volledige uitrusting en uniform van de vijandelijke troepen). De leden van deze eenheid kwamen voornamelijk uit de bergtroepen maar ook zeker in het buitenland wonende Duitsers met nationaalsocialistische overtuigingen. Deze laatste meldden zich vrijwillig aan en waren zeer nuttig, omdat ze vreemde talen kenden en ook vertrouwd waren met de gewoonten van het leven in het (mogelijke) operatiegebied. De eenheid groeide uit van enkele honderden mannen bij het begin van de oorlog tot een volledige divisie in 1943. Maar ondanks de gebruikte eenheidsvorm, werden de troepen meestal in kleinere groepen ingezet. Probleem was wel dat deze groepen vaak direct ondergeschikt waren aan legergroepen. Dit betekende dat ze vaak werden gebruikt als infanteriereserve en "opgebrand" werden zonder rekening te houden met hun speciale waarde. Het inzetgebied omvatte zowel het directe frontgebied in alle campagnes en in alle strijdtonelen, als ook zelfstandig in zuidelijk Afrika, Afghanistan, in het Midden-Oosten en de Kaukasus. In het latere verloop van de oorlog werden delen van de speciale eenheid meest gebruikt in de strijd tegen partizanen op de Balkan, voordat de divisie in de laatste maanden van de oorlog geheel werd gereorganiseerd tot een reguliere pantsergrenadierdivisie.

## Voorgeschiedenis
Nog voor het begin van de oorlog tegen Polen in 1939 stelde de Abwehrabteilung II onder bevel van “Oberstleutnant i.G.” Erwin von Lahousen (en de Abwehrgruppen van de Wehrkreise VIII en XVII), d.w.z. de Duitse militaire geheime dienst, verschillende K-Trupps (K = Kampf = gevecht) op. Dit gebeurde op aanbeveling van Hauptmann Theodor von Hippel en ze bestonde uit Pools-sprekende Sileziërs en etnische Duitsers. Het was hun taak om belangrijke sleutelposities in te nemen en vast te houden totdat reguliere Wehrmacht-eenheden arriveerden. Zo bezette het 500 man sterke Kampfverband Ebbinghaus (ook Freikorps Ebbinghaus) onder bevel van Hauptmann Ernst Ebbinghaus industrieterreinen in Opper-Silezië. Vrijwel al deze acties werden met succes uitgevoerd. De compagnie van de K-Trupp Herzner ( onder Hans-Albrecht Herzner ) kreeg later echter bekendheid. Deze Trupp hield op 26 augustus 1939, d.w.z. op de oorspronkelijk geplande datum van de aanval op Polen, de operationeel belangrijke tunnel bij de Jablunka-pas gedurende enkele uren bezet omdat Herzner niet op de hoogte was gesteld van het uitstel van de aanval. Hij rukte op met zijn "geheime soldaten" naar het treinstation van Mosty, in de veronderstelling dat de oorlog tegen Polen al begonnen was. Naast deze actie voerden de "K-Trupps" ook acties uit bij het Katowice rangeerterrein (gelukt) en probeerden ze de bruggen bij Tczew en Grudziądz in te nemen, maar deze laatste twee werden toch opgeblazen.
De leden van de "K-Trupps" in de Fall Weiss - de Duitse aanval op Polen - waren meestal burgers, die speciaal waren opgeleid door de contraspionage voor deze speciale inzet, zowel militair als qua inlichtingenwerk. De ervaringen uit deze missies gaven echter aanleiding om een reguliere troepenmacht op te richten voor commando-operaties.

## Bau- und Lehrkompanie (DK) z.b.V.
Zo werd onder bevel van Theodor von Hippel op 15 oktober 1939 op het voormalige Oostenrijkse militaire oefenterrein in Bruck an der Leitha de eerste reguliere Duitse commando-eenheid opgericht. Deze kreeg de codenaam "Baulehrkompanie (DK) z. B. V. " (DK = "Deutsche Kompanie" = "Duitse Compagnie") en kwam grotendeels voort uit het Freikorps Ebbinghaus en het Sudetendeutsches Freikorps.

## Bau-Lehr-Kompanie z.b.V. 800
Al op 25 oktober 1939 werd deze eenheid omgedoopt in Baulehrkompanie z. B. V. 800 in Brandenburg an der Havel. Nadat op 1 en 23 november 1939 nog twee compagnieën waren opgericht op twee verschillende locaties, werden de eenheid officieel uitgebreid tot bataljonssterkte.

## Bau-Lehr-Bataillon z.b.V. 800
| eenheid       | eenheid                  | taalgebied               |
| ------------- | ------------------------ | ------------------------ |
| bataljonsstaf | Brandenburg              |                          |
| 1e compagnie  | Baden bei Wien           | Russisch-Baltische       |
| 2e compagnie  | Brandenburg an der Havel | Engels / Noord-Afrikaans |
| 3e compagnie  | Münstereifel             | Tsjechisch-Joegoslavisch |
| 4e compagnie  | Nederrijn                | o. a. Pools              |

Bau-Lehr-Bataillon z.b.V. 800 werd daarmee gevormd op 15 december 1939. Wel waren de eenheden nog in verschillende garnizoenen waren gehuisvest en elk vertegenwoordigde ook een taalgebied (zie: tabel rechts). De organisatie en coördinatie van alle sub eenheden werd uitgevoerd door de bataljonsstaf, die net als de 2e compagnie in Brandenburg an der Havel was gevestigd. Hierdoor werd de eenheid binnen de Duitse krijgsmacht al snel kort "Brandenburg" genoemd.
Voor de aanval op Noorwegen (Operatie Weserübung), werd een peloton (Nordzug) ingezet. Als steun voor de invasie in Frankrijk en de Lage Landen in mei 1940, kreeg het bataljon in totaal zo’n 100 doelen op. De teams hiervoor waren meestal minder dan 10 man groot en de doelen bestonden uit het innemen van bruggen om te voorkomen dat ze opgeblazen werden, het innemen of vernietigen van communicatiecentra en het vormen van wegversperringen. Van de 61 doelen die in de nacht van 10 mei 1940 werden aangepakt, werden 42 stuks intact aan de oprukkende Wehrmachttroepen overgeven. De meest spectaculaire waren alle vier de bruggen over het Julianakanaal, de brug over de Maas bij Gennep, de Our bruggen, de brug bij Born, bij Sankt Vith en een van de bruggen over het Albertkanaal ten oosten van Fort Eben-Emael. En als kroon op hun werk slaagden 32 “Brandenburgers” erin op 25 mei 1940 de sluizen (en bruggen) van Nieuwpoort te veroveren op de BEF en daarmee te verhinderen dat door inundaties de oprukkende Duitse troepen gehinderd zouden worden. Na afloop van de vijandelijkheden kregen 120 man van het bataljon een IJzeren Kruis 1e of 2e klasse uitgereikt, een uitzonderlijk hoog aantal in zo korte tijd.

## Lehr-Regiment Brandenburg z.b.V. 800

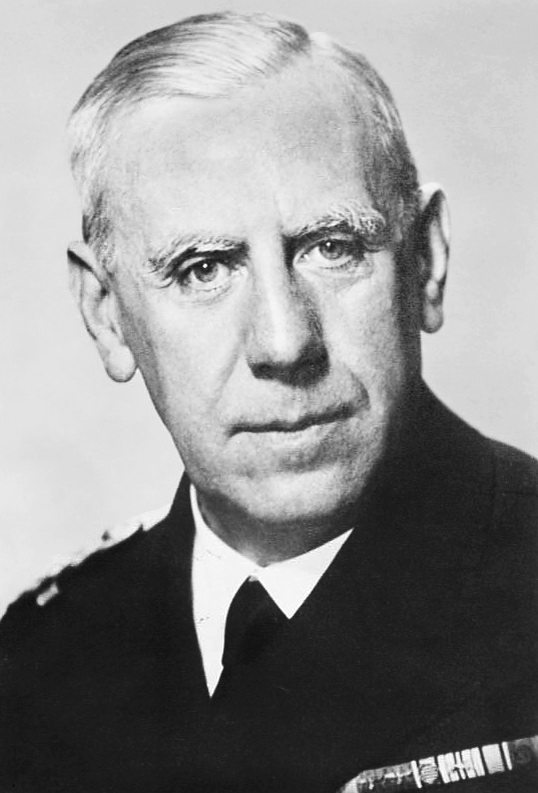
"Admiral" Wilhelm Canaris, hoofd van de Abwehr

Op 1 juni 1940 bereikte de omvang van de eenheid een zodanig niveau, dat deze werd omgedoopt tot het Lehr-Regiment Brandenburg z.b.V. 800. Pas nu, na talrijke acties, werd de term "Brandenburg" echt synoniem voor Duitse commando's. De eenheid rapporteerde direct aan het OKW/Amt Ausland/Abwehr. De “Brandenburger” ressorteerde daarmee direct onder het hoofd van de Abwehr, "Admiral" Wilhelm Canaris.
Het regiment was o.a. betrokken bij de voorbereidingen van Operatie Seelöwe en Operatie Felix. Tijdens de Balkanveldtocht namen gevechtsteams van het 2e Bataljon deel aan de oversteek van de Donau bij Orșova, veroverden de bruggen over de Vardar bij Axioupoli en verschillende minder belangrijke bruggen.
Voor Operatie Barbarossa werd het regiment zeker in de beginfase intensief ingezet. Het 1e bataljon was toebedeeld aan Heeresgruppe Süd, waarbij de 2e en 4e compagnieën bij het 17e Leger en de 3e compagnie bij Panzergruppe 1 ingedeeld waren. Het 2e en 3e bataljon ondersteunden respectievelijk Nord en Heeresgruppe Mitte, behalve de 6e compagnie die het 11e Leger vanuit Roemenië steunde en de 9e compagnie die pas in september bij het oostfront aankwam.

### Speciale acties aan het oostfront 1941
| Datum             | Operatie | Resultaat          |
| ----------------- | --- | ------------------ |
| 22 juni 1941      | In het gebied van de 123e Infanteriedivisie schoot een groep Brandenburger gekleed in het uniform van Duitse douanebeambten het Sovjet-grensdetachement neer en deed een poging om de staatsgrens van de Sovjet-Unie te doorbreken. In principe was er geen succesvolle grensoverschrijding door Duitse saboteurs vóór 4 uur 's ochtends op 22 juni. Het enige bevestigde geval van penetratie in Sovjetgebied was in de regio Grodno door een groep Brandenburgers onder bevel van Leutnant Kriegsheim, die rond middernacht plaatsvond. De taak van de groep was het opblazen van dammen en bruggen op de weg Lipsk-Dąbrowa Białostocka te voorkomen. Na een schermutseling moesten de saboteurs zich terugtrekken, en hoewel de groep later nog steeds de grens overstak, boekte ze geen succes, raakte verspreid en leed verliezen, en de commandant raakte ernstig gewond. | Taak niet voltooid |
| 22 juni 1941      | Een groep bestaande uit een versterkte compagnie van het 1e bataljon van de Brandenburgers, versterkt door een compagnie van het bataljon Nachtigall, veroverde de stad Przemyśl, stak de San over en bezette een bruggenhoofd bij Walava. | Met succes         |
| 24 juni 1941      | Nachtlanding, groep geland vanaf een ultra lage hoogte van 50 meter in het gebied van de nederzettingen Lida en Pervomaisky, veroverde en hield de spoorbrug op het traject Lida-Maladzetsjna twee dagen tot de aankomst van de Duitse tanks. | Met succes         |
| 25 juni 1941      | 35 Brandenburgs, gekleed in uniformen van het Rode Leger, werden per parachute gedropt nabij het station van Bogdanovo en hielden twee bruggen over de Berezina op de Lida-Maladzetsjna-spoorlijn een dag vast totdat de Duitse troepen naderden. | Met succes         |
| 26 juni 1941      | Vóór de 8e Pantserdivisie namen groepen van de 8e Brandenburger compagnie, bestaande uit ongeveer 50 man gekleed in het uniform van het Rode Leger, de snelwegbrug over de Westelijke Dvina in de buurt van de stad Daugavpils in. Door de vermomming van de saboteurs en de kennis van de Russische taal van een van hen konden ze vrijelijk de brug betreden en het vuur openen op de bewakers. Nadat ze de brug hadden veroverd, sneden de Brandenburgers onder zwaar vuur de draden door die naar de explosieven leidden, waardoor deze niet konden worden opgeblazen. Een paar minuten later stormden Duitse tanks de brug op. Dit was een van de grootste successen van de Brandenburgers in de begindagen van Operatie Barbarossa. | Met succes         |
| 29-30 juni 1941   | Als resultaat van een snelle operatie veroverden het 1e bataljon van de Brandenburgers en een versterkte compagnie van het bataljon Nachtigall Lviv en namen de controle over belangrijke objecten en transportknooppunten van de stad. | Met succes         |
| 14 juli 1941      | Vermomd als soldaten van het Rode Leger veroverden saboteurs van de 8e compagnie van het regiment onder bevel van Oberleutnant Siegfried Grabert de brug over de Loega bij het dorp Porechye en de dam in het dorp Ivanovskoye, waardoor eenheden van de 6e Pantserdivisie konden oversteken. | Met succes         |
| 15-17 juli 1941   | Vermomd in uniformen van het Rode Leger deden saboteurs van het bataljon Nachtigal en het 1e bataljon Brandenburgers een mislukte poging om het hoofdkwartier van een van de eenheden van het Rode Leger in het bos bij Vinnytsja aan te vallen; als gevolg daarvan liep de aanval vast en leden de saboteurs zware verliezen. | Taak niet voltooid |
| 14 september 1941 | Een versterkte compagnie van "Brandenburgers" (onder "Hauptmann" Beneš) probeerde de kustartilleriebatterij No. 43 op schiereiland Kübassaare (op Saaremaa (Duits: Ösel) te neutraliseren tijdens de operatie van het 18e Leger om de Moonsund-eilanden te veroveren (Operatie Beowulf II). Een derde van de groep landde vanuit de lucht met zweefvliegtuigen, de rest vanuit de zee. De groep landingsvaartuigen week af van de koers en landde niet in het toegewezen gebied. Een 44-koppige aanvalsmacht onder leiding van Beneš landde in vijf DFS 230 zweefvliegtuigen een kilometer ten noorden van de batterij, waardoor de batterijbevelhebber een verdediging kon organiseren. Op weg naar het aanvalsobject kwamen de Brandenburgers onder zwaar vuur te liggen en werden gedwongen zich terug te trekken naar de kust en in de verdediging te gaan, waarbij stevige verliezen geleden werden. Om ongeveer zes uur 's avonds dropte een trio Ju 52's negen rubberboten, en op deze boten verlieten alle overlevende parachutisten het eiland. De Brandenburgers leden zware verliezen. | Taak niet voltooid |
| oktober 1941      | De troepen van de 9e compagnie van het 3e bataljon Brandenburgers landden per parachute in het gebied van het Istra-reservoir, maar werden bij de dam door de NKVD geliquideerd. | Taak niet voltooid |

Na bijna twee maanden inzet, had het regiment flinke verliezen geleden. Met name veel officieren en onderofficieren waren gesneuveld. Het 1e bataljon keerde in augustus 1941 terug naar Brandenburg. En de andere twee bataljons ook tegen herfst 1941. Alleen de 6e en 9e compagnieën bleven in actie aan het oostfront tot de zomer van 1942. Onder de nieuwe regimentscommandant, "Oberst" Paul Hähling von Lanzenauer, werden de eenheden weer opgebouwd en getraind. Tegen het eind van het jaar werd een vierde bataljon toegevoegd op Oefenterrein Meseritz.

### Speciale acties aan het oostfront 1942

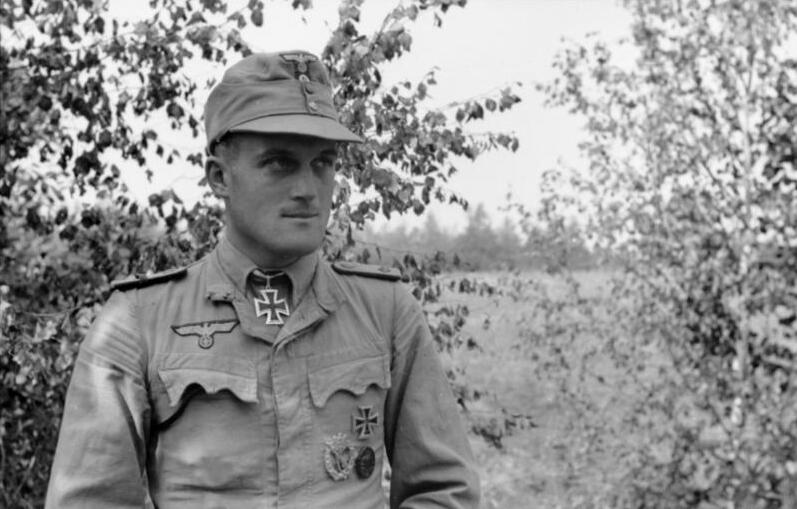
"Hauptmann" Siegfried Grabert

| Datum               | Operatie | Resultaat          |
| ------------------- | --- | ------------------ |
| januari 1942        | Geland in het gebied van het vervoersknooppunt Bologoje in de buurt van Demyansk, ondermijnde een groep 200 Brandenburger-parachutisten delen van het spoor op de Bologoje-Toropets en Bologoje-Staraja Roessa-lijnen. Twee dagen later werd een deel van de saboteurs uitgeschakeld door de NKVD-troepen. | Met succes         |
| maart 1942          | De 9e compagnie van het 3e bataljon Brandenburgers voerde een anti-partizaan operatie uit nabij Dorogoboezj-Smolensk. | Met succes         |
| april 1942          | Brandenburger-groepen probeerden de vestingen en arsenalen van het Rode Leger bij Alakurtti in de richting van Moermansk te veroveren en te vernietigen. Delen van het Rode Leger en van de NKVD vernietigden de saboteurs. | Taak niet voltooid |
| 25 juli 1942        | De 8e compagnie werd op deze dag ingezet bij Rostov aan de Don. De Duitse troepen moesten hier oversteken naar de zuidelijke over van de Don. Vijf bruggen lagen hier, maar op deze oever lag een stuk moerasland met slechts één dam richting Batajsk. De compagnie onder "Hauptmann" Grabert werd ingezet om deze dam in te nemen. Dat lukte, maar er werden zware verliezen geleden (17 doden, 16 vermisten en 54 gewonden). Ook Grabert sneuvelde. De compagnie was daarmee wel uitgeschakeld. | Met succes         |
| 1-9 augustus 1942   | Vermomd in NKVD uniformen trok een eenheid van 62 man van het 1e bataljon onder bevel van "Leutnant" Baron Adrian von Fölkersam op achter de Sovjet linies. Doel was het onbeschadigd in handen krijgen van de olievelden bij Majkop. Eerst werd een groep achtergebleven Sovjet soldaten omsingeld. De Kosakken werden met een schijnexecutie achtergelaten en de Russen in de groep verder meegenomen. Het positieve imago door deze “executie” straalde zodanig af dan von Fölkersam zelfs in staat was in Majkop tot de lokale bevelhebbers door te dringen. Door een communicatiecentrum op te blazen, verkeerde informatie te verspreiden en verdedigingen in kaart te brengen, lukte het de Brandenburgers te faciliteren dat de SS-Division Wiking en 13e Pantserdivisie redelijk gemakkelijk Majkop in konden nemen. De olievelden waren echter wel vernield. | Met succes         |
| begin augustus 1942 | De saboteurs veroverden de strategische brug over de Podkoemok bij Pjatigorsk en hielden deze vast tot een Duits tankbataljon van de Wehrmacht naderde . | Met succes         |
| 28-29 augustus 1942 | Langeafstandsverkenningsgroepen van de 15e (lichte) compagnie van het Brandenburg-regiment onder bevel van "Leutnant" Trommsdorff ondermijnden op 14 plaatsen de strategische spoorlijn Leningrad-Moermansk, 300 km achter de frontlinie. Bij terugkomst van deze operatie overhandigde de commandant van het 20e Bergleger, "Generaloberst" Dietl, elk van de 45 soldaten een IJzeren Kruis met de woorden “mijn Duitse partizanen”. | Met succes         |

### Inzet in Noord-Afrika
Ook voor inzet in de Noord-Afrikaanse woestijn werden Brandenburger ingezet. Hiervoor was beschikbaar de 13e compagnie van het regiment. De eerste "Halbkompagnie" onder "Oberleutnant" Friedrich von Koenen" werd op 14/15 november 1941 vanuit Italië naar Libië gevlogen. De eerste actie was pas op 22 januari 1942, bij het begin van Rommel’s tweede offensief. Daarna werd talloze kleinere acties uitgevoerd. De groep kwam ook in actie bij de Slag bij Bir Hakeim in juni 1942 en tijdens de Eerste Slag bij El Alamein in juli 1942. Op 26 december 1942 voerde een groep van 20 Brandenburgers in drie zweefvliegtuigen een aanval uit op de spoorbrug bij Sidi-bou-Baker over de Wadi-el-Kabir in Zuid-Tunesië. De brug werd opgeblazen en de Brandburgers maakten daarna een tocht van 200 km door de woestijn terug naar hun linies. Geen man ging verloren en von Koenen kreeg hiervoor het Ridderkruis. In februari 1943 voerde de groep een raid uit tegen het dorp Sidi-Bou-Zid in Tunisië en veroverde daarbij talloze Amerikaanse tanks en andere voertuigen. Toen de Duitsers zich in mei 1943 overgaven in Tunesië, ontsnapten de meeste Brandenburger naar Italië.

Toen, naarmate de oorlog vorderde, bijna heel Europa en delen van Afrika oorlogsgebieden werden, namen ook de eisen aan dit type commando-eenheid toe. Talrijke nieuwe speciale eenheden, zoals b.v. een parachutistencompagnie werden opgericht.

## Sonderverband Brandenburg
Op 20 november 1942 kreeg de snel groeiende eenheid de naam Sonderverband Brandenburg. Deze administratieve eenheid ter grootte van een divisie bestond uit de volgende eenheden:
- Verband 801 in Brandenburg an der Havel uit I./800 met 3 bataljons met 12 compagnieën
- Verband 802 in Baden bei Wien / Admont uit II./800 met 3 bataljons met 12 compagnieën
- Verband 803 in Düren uit III./800 met 3 bataljons met 13 compagnieën
- Verband 804 in Langenargen met 3 bataljons met 14 compagnieën
- Verband 805 met Abwehr-Stamm-Abteilung , Abwehr-Ergänzungs-Abteilung en Abwehrschule
- Küstenjäger-Abteilung 800 (een soort mariniers)
- Nachrichten-Abteilung 800 (verbindingstroepen)

In het 1e kwartaal van 1943 kwamen de meeste eenheden terug van de zuidelijke sector van het front naar Brandenburg.

## Divisie Brandenburg
Al op 1 april 1943 werd deze bijzondere eenheid opnieuw omgedoopt en kreeg deze keer het predicaat Divisie Brandenburg. De structuur bleef grotendeels gelijk, maar naamgeving werd:
- Regiment 1 Brandenburg met 3 bataljons
- Regiment 2 Brandenburg met 3 bataljons
- Regiment 3 Brandenburg met 3 bataljons
- Regiment 4 Brandenburg met 4 bataljons
- Lehr-Regiment 5 Brandenburg met Abwehr-Stamm-Abteilung en Abwehr-Ergänzungs-Abteilung
- Küstenjäger-Abteilung Brandenburg
- Nachrichten-Abteilung Brandenburg

Het Lehr-Regiment 5 Brandenburg werd in 1944 opgedeeld in:
- Lehr-Regiment Brandenburg met 3 bataljons
- Lehr-Regiment Kurfürst met Abwehr-Stamm-Abteilung en Abwehr-Ergänzungs-Abteilung

### Dodecanesos campagne 1943
Een zeer succesvolle inzet volgde in de herfst van 1943. Nadat Italië op 8 september 1943 een wapenstilstand met de Geallieerden had gesloten, was er ook in de Dodecanesos een voor de Duitsers onplezierige situatie ontstaan. Rhodos was al drie dagen later vast in Duitse handen, maar Kos en Leros waren nog in Italiaanse handen. De Britten reageerden snel en brachten troepen naar deze eilanden. Hierop kreeg de Duitse bevelhebber op Kreta, "Generalleutnant" Friedrich-Wilhelm Müller, op 23 september het bevel deze eilanden te heroveren.
Als eerste was Kos aan de beurt. Delen van de 22e Infanteriedivisie, versterkt door een compagnie van de "Küstenjäger-Abteilung" en een compagnie parachutisten, beide van de Brandenburgers, vielen aan op 3 oktober 1943 en al de volgende dag gaven de Britten zich over.

Levitha werd op 18 oktober 1943 ingenomen door Brandenburgers, die met watervliegtuigen aangevoerd werden. Het Italiaanse garnizoen werd verrast en twee meteorologische stations en een vuurtoren warden bezet. Nog dezelfde dag vertrokken de Brandenburger alweer en lieten de verder bezetting over aan een Luftwaffe detachement. 

De 15e compagnie van Regiment 4 Brandenburg werd op 22 oktober 1943 gedropt op het kleine eiland Astipalaia en nam dit in. 

De kleine eilanden Lipsi, Patmos, Fourni en Ikaria werden door Regiment 1 op 10 november 1943 bezet.
Leros werd aangevallen op 12 november 1943. Ook nu weer door delen van de 22e Infanteriedivisie, versterkt met een bataljon para’s (I./FJR 2), en daarnaast van de Brandenburgers de 1./Küstenjägerabteilung, III./Reg 1 en 15.(Para)/Reg 4. Na enkele dagen met harde gevechten, gaven de Britten zich op 16 november over.

Het Regiment 1 nam verder zonder gevechten Samos in op 22 november 1943, na zware bombardementen. Daarna volgde op 27 november de inname van Kastellorizo, samen met de "Küstenjäger-Abteilung"

### Het laatste jaar

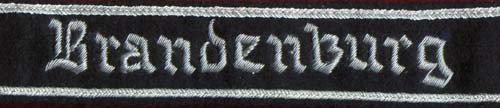
Armband van de divisie
vanaf 17 augustus 1944

Na de capitulatie van Italië namen eenheden van de divisie deel aan operaties om delen van het Italiaanse leger op de Balkan en in Zuid-Frankrijk te ontwapenen. Voor de bezetting van Hongarije in maart 1944 werd er een Alarm-Regiment Brandenburg gevormd, dat later in het Lehr-Regiment Brandenburg opgenomen werd. De Divisie Brandenburg werd eigenlijk nooit als een geheel ingezet, maar meestal bataljons-wijze, meest ook op de Balkan. Het Regiment 3 werd ook ingezet in het Rückwärtigen Heeresgebietes Mitte, in Zuid-Frankrijk en in Italië. De Balkan inzet was eigenlijk voornamelijk anti-partizaan gericht. Talloze operaties werden hiervoor uitgevoerd in dit jaar. Een belangrijke operatie waar Regiment 1 ook voor werd ingezet, was Operatie Rösselsprung. Deze operatie van 25 tot 27 mei 1944, was gericht op het gevangen nemen of doden van maarschalk Tito. Het regiment opereerde hier vanuit Knin. De operatie slaagde niet zijn doel te bereiken.
Nadat de militaire geheime dienst grotendeels uitgeschakeld was en de Abwehr daarmee beperkt werd tot troepen-contraspionage, ging in de zomer en voorjaar van 1944 de taken van de Abwehr voor het grootste deel over naar de SS. De Wehrmacht-divisie Brandenburg werd nu zogenaamde Heerestruppe.

## Einde
Op 15 september 1944 werd de Divisie Brandenburg omgevormd tot de Pantsergrenadierdivisie Brandenburg. Het Regiment 4 werd verdeeld over de regimenten 1 en 2, het Regiment 3 bleef in Italië en vormde het MG-Bataillon Feldmarschall Kesselring. Ongeveer 1.800 man met commando-ervaring werden overgeplaatst, een deel naar het SS-Jäger-Bataillon 502 (dat opereerde binnen het SS-Jagdverband Mitte), maar de meeste naar SS-Jagdverband Ost.

## Commandanten
| Rang                                                                                | Naam                        | Begin            | Eind              |
| ----------------------------------------------------------------------------------- | --------------------------- | ---------------- | ----------------- |
| Hauptmann Major (vanaf 1 oktober 1940)                                              | Dr. Theodor von Hippel      | 15 oktober 1939  | 12 oktober 1940   |
| Major                                                                               | Hubertus von Aulock         | 12 oktober 1940  | eind oktober 1940 |
| Oberstleutnant Oberst Generalmajor (vanaf 1 februari 1943 met terugwerkende kracht) | Paul Hähling von Lanzenauer | 30 november 1940 | 8 februari 1943 † |
| Oberst Generalmajor (vanaf 1 juli 1943)                                             | Alexander von Pfuhlstein    | 12 februari 1943 | 10 april 1944     |
| Generalleutnant                                                                     | Friedrich Kühlwein          | 10 april 1944    | 15 september 1944 |

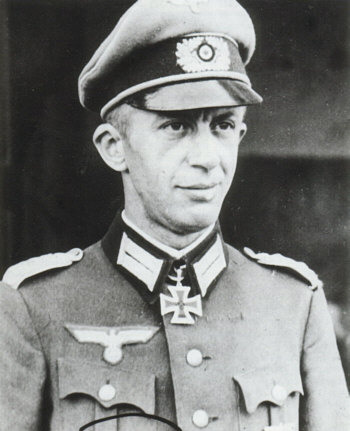
von Pfuhlstein

Noot: Oberst Hähling von Lanzenauer stierf aan een longinfectie en geelzucht die hij aan het oostfront had opgelopen, in een lazaret in Schömberg.